# Zpravodajská akademie v Evropě
Zpravodajská akademie v Evropě (Intelligence College in Europe; ICE) je mezivládní platforma, která je nezávislá na institucích Evropské unie a jejíž činnost byla oficiálně zahájena 5. března 2019 v Paříži. Cílem ICE je sdružovat všechny zpravodajské služby (civilní, vojenské, vnitřní, vnější a technické) evropských zemí, dále národní i evropské vedoucí osobnosti a také akademický svět, a to za účelem podněcování strategického myšlení a vytváření společné zpravodajské kultury.

## Dějiny
V projevu na téma budoucnosti Evropy, který francouzský prezident Emmanuel Macron přednesl 27. září 2017 na Sorbonně, Macron navrhl vytvoření „Evropské zpravodajské akademie“, která by se stala základním kamenem pro vznik společné strategické kultury.
Konkrétně uvedl:
“Co Evropa, tedy společný evropský obranný projekt, v současnosti postrádá nejvíce, je společná strategická kultura. [...] Nemáme stejnou kulturu, ať už mluvíme o kultuře parlamentní, historické nebo politické, ani stejné vnímání. A to nezměníme ze dne na den. Já ale právě teď navrhuji, abychom společně zkusili tuto kulturu vybudovat. Navrhuji vytvoření evropské iniciativy [...] zaměřené na rozvoj této sdílené strategické kultury. [...] Rád bych, aby byla založena Evropská zpravodajská akademie, která by posílila spojení mezi našimi zeměmi skrze výcvikové a výměnné aktivity.“
Tuto iniciativu Emanuel Macron přejmenoval na „Zpravodajskou akademii v Evropě“ u příležitosti zahajovací akce v Paříži 5. března 2019, kde se sešli vysoce postavení představitelé 66 zpravodajských služeb ze 30 evropských zemí. Mezi těmito zeměmi bylo všech 27 členských států Evropské unie, a dále Norsko, Velká Británie a Švýcarsko.
Dne 26. února 2020 se zástupci 23 států setkali v Záhřebu, aby podepsali Předběžnou smlouvu, která formalizuje a ustavuje existenci Zpravodajské akademie v Evropě (ICE) a nastavuje strukturu jejího řízení. Podepisujícími státy byly Belgie, Česká republika, Dánsko, Estonsko, Finsko, Francie, Chorvatsko, Itálie, Kypr, Litva, Lotyšsko, Maďarsko, Malta, Německo, Nizozemsko, Norsko, Portugalsko, Rakousko, Rumunsko, Slovinsko, Španělsko, Švédsko a Velká Británie.
Ze 30 zemí, které se původně sešly v Paříži 5. března 2019, se sedm rozhodlo pro partnerský status v rámci ICE, který předpokládá menší míru zapojení, ale přitom stále umožňuje účastnit se vybraných aktivit v rámci ICE. Těmito zeměmi jsou Bulharsko, Irsko, Lucembursko, Polsko, Řecko, Slovensko a Švýcarsko. Partnerské země se mohou do budoucna stát členy ICE v případě, že by podepsaly Předběžnou smlouvu.
V květnu 2023 vstoupilo do kolegia Bulharsko jako řádný člen.

## Organizace
ICE funguje jako tříúrovňová organizace, skládající se z:
- Řídící komise – rozhodovací orgán, který reprezentuje členské země

- Předsednictví – vykonáváno jednou ze členských zemí na základě každoroční rotace a ve spolupráci s předchozí a budoucí předsednickou zemí („Troika“)

- Stálý sekretariát – zodpovědný za realizaci přijatých rozhodnutí, se sídlem ve Vojenské škole v Paříži (Ecole Militaire in Paris)

Seznam předsednictví Intelligence College v Evropě:
- Chorvatsko – prohlášení generálního ředitele SOA pana Daniela Markiće (2020),
- Spojené království - Declaration of Mrs. Beth Sizelandová (2021),
- Itálie – Poselství velvyslankyně Elisabetty Belloni (2022),
- Rumunsko - Poselství profesora Adriana Ivana (2023).

Seznam ředitelů Stálého sekretariátu:
- Yasmine Gouédard (2020–2022)
- François Fischer (od roku 2022)

## Mise
Cílem ICE je stimulovat strategické myšlení, a tím rozvíjet společnou zpravodajskou kulturu. Toho chce dosáhnout prostřednictvím:
- podpory sdílení zkušeností a profesní kultury;
- zvyšování povědomí o zpravodajských tématech;
- stavění mostů mezi akademickou sférou, zpravodajskou komunitou a občanskou společností.

## Činnosti
ICE nabízí tři typy aktivit, které jsou organizovány členskými zeměmi:
- Tematické semináře a webináře
- Semináře s akademickou sférou
- Manažerský program.

Aby bylo možné tyto aktivity naplňovat, ICE má podporu ze strany řady partnerských evropských vzdělávacích institucí („ICE Academic Network“).

## Související zboží
- Národní centrum pro boj s terorismem
- Společná zpravodajská škola Evropské unie
- Institut Evropské unie pro bezpečnostní studia
- Evropské centrum excelence pro boj s hybridními hrozbami